# ليبي كليج
ليبي كليج (بالإنجليزية: Libby Clegg)‏ هي منافسة ألعاب القوى بريطانية، ولدت في 24 مارس 1990 في ستوكبورت في المملكة المتحدة.

## وصلات خارجية
- ليبي كليج على موقع ThePowerOf10.info (الإنجليزية)
- ليبي كليج على موقع Paralympic.org (الإنجليزية)
- ليبي كليج على موقع IPC.InfostradaSports.com (مؤرشف) (الإنجليزية)
- ليبي كليج على موقع اتحاد ألعاب الكومنولث (مؤرشف) (الإنجليزية)